# Dorothea von Pfalz-Veldenz
Dorothea von Pfalz-Veldenz (* 16. Januar 1658 in Lützelstein; † 17. August 1723 in Straßburg) war eine geborene Pfalzgräfin von Pfalz-Veldenz und durch Heirat Herzogin von Pfalz-Zweibrücken.

## Leben
Dorothea war eine Tochter des Pfalzgrafen Leopold Ludwig von Veldenz (1625–1694) aus dessen Ehe mit  Agathe (1632–1681), Tochter des Grafen Philipp Wolfgang von Hanau-Lichtenberg.
Die als vermögend geltende Prinzessin heiratete in vorgerücktem Alter am 10. Juli 1707 in Zweibrücken ihren Cousin 2. Grades, den 12 Jahre jüngeren Herzog und Pfalzgraf Gustav Samuel Leopold von Zweibrücken (1670–1731). Die Ehe blieb kinderlos. Während Gustav Samuel Leopold zum Katholizismus konvertierte, blieb Dorothea evangelisch. Der Herzog konnte 1723 in Rom die Scheidung seiner Ehe wegen angeblicher zu naher Verwandtschaft erwirken. Das Ehepaar war lutherisch ohne päpstlichen Dispens getraut worden. Gustav Samuel Leopold vermählte sich noch im selben Jahr mit Luise Dorothea von Hoffmann, die der Kaiser in den Reichsgrafenstand erhob. Die daraus resultierenden Streitigkeiten mit dem Corpus Evangelicorum erledigten sich mit Dorotheas Tod im gleichen Jahr 1723 in Straßburg. Die Herzogin wurde in ihrer Heimat Lützelstein beigesetzt.